# Dexia breviciliata
Dexia breviciliata är en tvåvingeart som beskrevs av Pandelle 1896. Dexia breviciliata ingår i släktet Dexia och familjen parasitflugor.
Artens utbredningsområde är Frankrike. Inga underarter finns listade i Catalogue of Life.